# Eberhard Schweigert
Eberhard Schweigert (* 19. August 1942 in Freiburg im Breisgau; † 31. Dezember 2004 in Düsseldorf) war ein deutscher Maler und Kunstpädagoge.

## Leben und Werk
Schweigert wurde 1942 als Sohn des Elektroingenieurs Herman Schweigert und der Hausfrau Emma Schweigert geboren. 1949 trat er in die Volksschule Hornberg ein und besuchte ab 1953 das Schwarzwald-Gymnasium Triberg. 1964 erreichte er den Gymnasialabschluss in Pfarrkirchen (Niederbayern). Bis April 1966 war er Wehrpflichtiger. Von 1966 bis 1970 studierte Schweigert an der „Von Parisch-Fachschule“ in München Bühnen- und Kostümbildner und absolvierte gleichzeitig ein Studium der Malerei und Akt bei den Professoren Charles Crodel (1894–1973) und Eduard Aigner (1903–1978).
Ab dem Jahre 1968 folgten die ersten Arbeiten an Bühnen. Schweigert war Assistent am Theater „Am Gärtnerplatz“ in München sowie 1969 künstlerischer Mitarbeiter an in- und ausländischen Bühnen. Von Dezember 1969 bis April 1970 arbeitete er am Stadttheater Chur. 1970 bis 1975 folgte ein Studium der Malerei, Bühnenbild und Film an der Staatlichen Kunstakademie Düsseldorf bei den Professoren Gerhard Richter,  Wolf Jürgen Seesselberg und Ole John. Schweigert schloss das Studium 1975 als Meisterschülerabschluss bei Professor Gerhard Richter ab.
1974 bis 1975 leitete Schweigert kommissarisch die Bühnenbildklasse an der Staatlichen Kunstakademie Düsseldorf und war Gründungsmitglied der Freien Hochschule für Kreativität und interdisziplinäre Forschung von Joseph Beuys. In den Folgejahren bis zu seinem Tod war Schweigert als Kunsterzieher an verschiedenen Schulen tätig und lehrte ab 1982 an der Fachhochschule Düsseldorf und später ebenfalls an der neu gegründeten Jugendkunstschule Langenfeld.
Seine Ölbilder, Aquarelle, Zeichnungen und Gouachen hat Schweigert seit 1972 bei mehr als 20 Einzelausstellungen im In- und Ausland präsentiert. „Nicht die Oberfläche der Natur ist für ihn interessant, sondern der Bereich zwischen äußerem und innerem Impuls. Eine verblüffende Ähnlichkeit sieht Schweigert beispielsweise zwischen einem Einzeller und der merkwürdigen Form einer trocknenden Teerstraße.“. Das schrieben die Ruhr-Nachrichten Schwerte am 2. Dezember 1983 zu seiner Ausstellungseröffnung.
Schweigert war seit dem 30. Oktober 1970 mit der Schauspielerin Ingeborg Margret geb. Helsper (1934–2008) verheiratet. Er verstarb unerwartet nach kurzer Krankheit 2004 in Düsseldorf.

## Öffentliche Kunstwerke
Deckenbemalungen
1992 Cafe Maushagen, Düsseldorf, Jülicherstraße 9
„Seerosenteich von unten betrachtet“
1996 Bürgerhaus Ob-Schwarzbach bei Wülfrath, zum Teil Restaurierung und Neubemalung im floralen Stil der Jahrhundertwende